# Mbonga (Garoua-Boulaï)
Pour les articles homonymes, voir Mbonga.
Mbonga est un village camerounais de la région de l'Est. Il se situe dans le département de Lom-et-Djérem et il dépend de la commune de Garoua-Boulaï et du canton de Mboum-Nord.

## Population
D'après le recensement de 2005, le village comptait cette année-là 470 habitants. Il en comptait 678 en 2011 dont 305 jeunes de moins de 16 ans et 115 enfants de moins de 5 ans. 
Mbonga, du fait de sa proximité de la frontière avec la Centrafrique, accueille un grand nombre de réfugiés centrafricains (527 en 2011), comme beaucoup de villages de la commune.

## Infrastructures
D'après le plan communal de développement de Garoua-Boulaï, il était prévu en 2011 d'agrandir l'école du village en construisant deux salles de classe ainsi qu'un bloc de latrines et un point d'eau. Le plan indique aussi la construction d'un centre d'alphabétisation.

## Tourisme
Le plan de développement communal prévoyait en 2011 l'aménagement du mont Nda Ngoh à Mbonga ainsi que la construction d'un gîte pour accueillir les touristes. 